# Rahman Ahmadi
Rahman Ahmadi (in persiano: رحمان احمدی; Nushahr, 30 luglio 1980) è un ex calciatore iraniano, di ruolo portiere.